# Sport gaélique

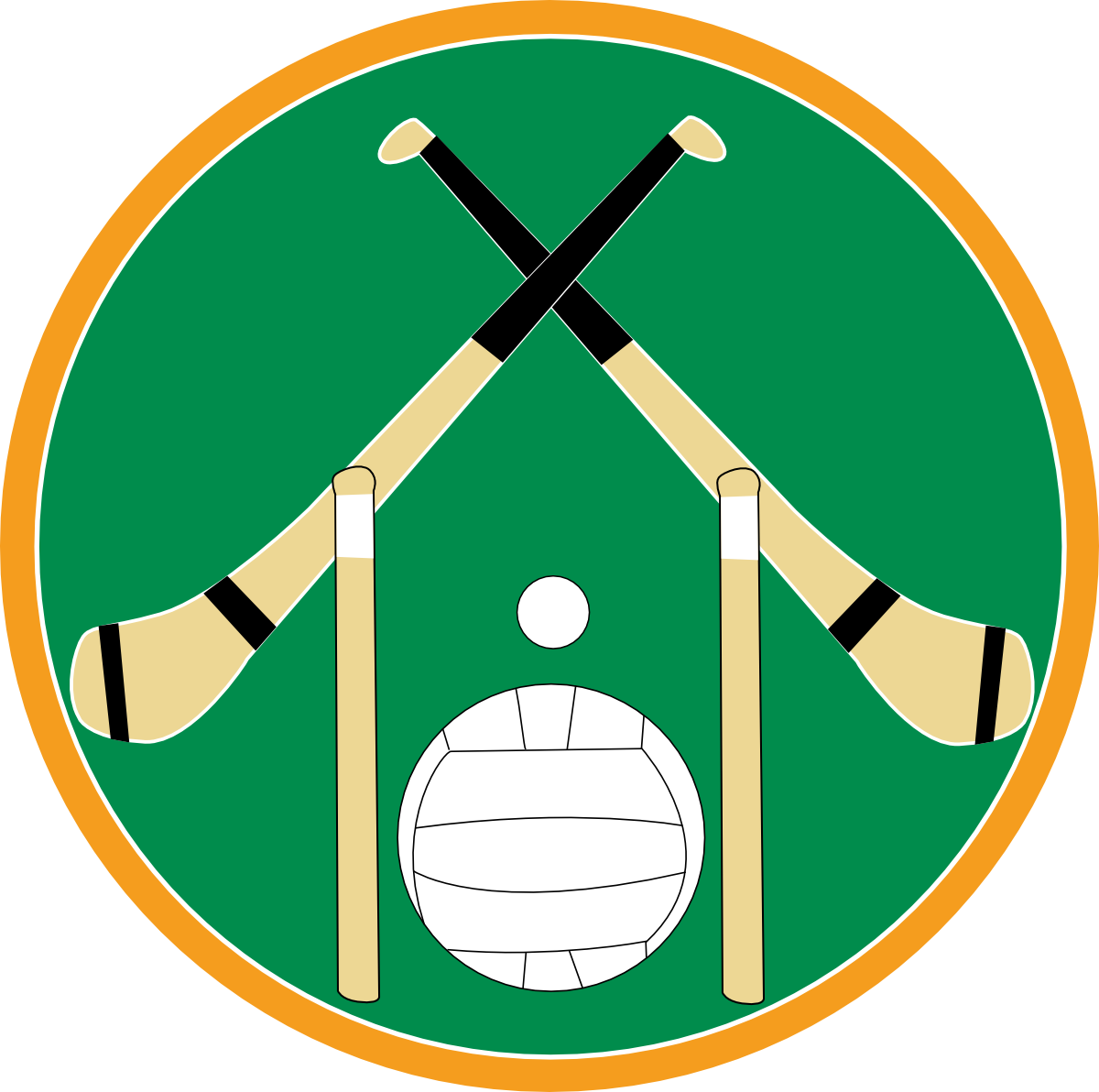
Image illustrant les sports gaéliques.

Les sports gaéliques sont les sports traditionnels joués en Irlande. Les deux principaux sports sont le football gaélique et le hurling. Les trois autres sports sont le handball gaélique, le rounders et la camogie. Tous ces sports sont organisés et contrôlés par l’Association athlétique gaélique ou GAA.
À la fin du XIXe siècle, les sports gaéliques en Irlande et leur pratique disparaissent peu à peu. Ce déclin, semblant inéluctable, est arrêté et renversé par la GAA, créé en 1884, et le mouvement du renouveau gaélique.
Aujourd’hui ces sports, et tout spécialement le hurling et le football gaélique, sont les plus populaires en Irlande après le football.  

## Football gaélique
Le football gaélique est le plus populaire des sports gaéliques. Il se joue par équipe de 15 joueurs. Le terrain ressemble à celui du football association ou du rugby et les buts sont un mélange des deux : des buts en forme de H comme au rugby mais avec des cages de football en plus dans la partie basse.
C’est un sport qui se joue à une très grande vitesse, l’utilisation des pieds et des mains est permise.

## Hurling
Le hurling est le second sport gaélique en matière de notoriété en Irlande. Il se joue avec une balle (le sliotar) et une batte spécifique (le hurley) par équipe de 15 joueurs. Le terrain est identique à celui du football gaélique. 
Il est généralement admis que c’est un des sports d’équipe les plus rapides du monde (la balle peut atteindre près de 110 km/h) mais aussi un des plus dangereux à cause de l’utilisation du hurley et des très nombreux contacts physiques.

## Camogie
La camogie est une variante féminine du hurling. Le temps de jeu est raccourci et le gardien porte les mêmes couleurs que les joueurs de champs.

## Handball gaélique
Le handball gaélique est un sport apparenté au squash et à la pelote basque. Il se joue à deux, trois ou quatre en frappant la balle avec les deux mains contre un mur.

## Rounders
Le rounders est un sport pratiqué en Irlande et au Royaume-Uni. Il est l’ancêtre des Baseball et softball. Il se joue donc avec une batte et une balle avec des équipes de neuf joueurs. Le but du jeu étant de marquer un point en faisant le tour d’un circuit composé de postes de défense.